# Medizinische Papyri aus Lahun

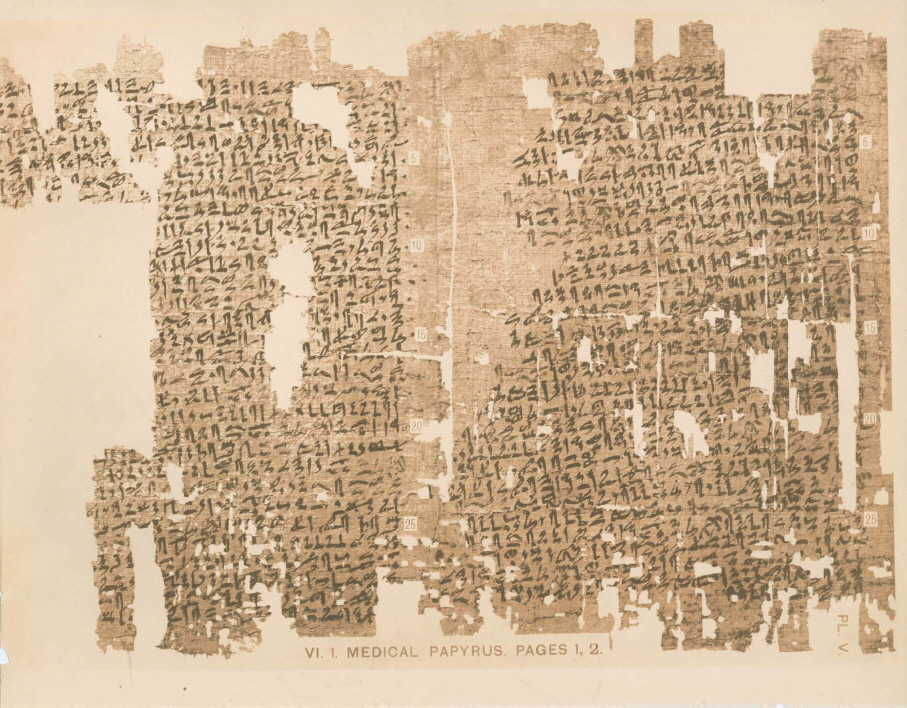
Der gynäkologische Papyrus Kahun VI. 1, Seite 1 und 2

Die medizinischen Papyri aus Lahun werden in der Medizingeschichte auch oft unter der Bezeichnung Papyrus Kahun geführt. So werden der Medizin-Papyrus Kahun VI.1 und der Veterinär-Papyrus Kahun LV.2, beide altägyptischen Ursprungs, zwar zusammengefasst, in der Fachwelt aber dennoch voneinander unterschieden. Sie bestehen aus kleineren Papyrusbruchstücken, die mit verschiedenen Aufzeichnungen überladen sind und allem Anschein nach zerrissen und weggeworfen wurden, nachdem man auf ihnen zusätzlich Rechnungen und Alltäglichkeiten notiert hatte.

## Entdeckung
Beide Dokumente wurden 1888/89 von dem englischen Archäologen William Flinders Petrie bei Ausgrabungen in der Arbeitersiedlung Medinet-Kahun bei El-Lahun (Lahun, Kahun) in der Oase Fajum entdeckt, von Francis Llewellyn Griffith 1898 ins Englische übersetzt und anschließend die wichtigsten Papyri publiziert. Die Papyri befinden sich heute im Petrie Museum of Egyptian Archaeology des University College London.

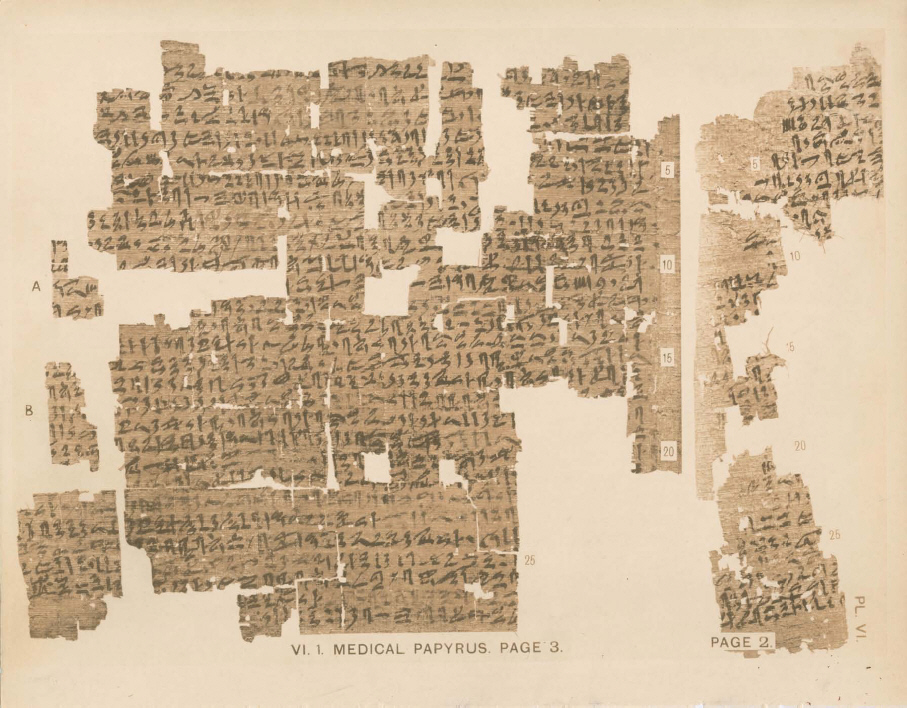
Der gynäkologische Papyrus Kahun VI. 1, Seiten 2 und 3

## Medizin-Papyrus Kahun VI.1
Dieser Papyrus, auch Medizinischer Papyrus von Kahun oder Gynäkologischer Papyrus von Kahun genannt, stammt etwa aus der Zeit 1850 v. Chr. (Amenemhet III., 12. Dynastie) und enthält auf insgesamt drei Blättern in erster Linie eine Art Fachbuch (schesau) der Gynäkologie mit 17 Diagnosen über Frauenkrankheiten, 17 Geburtsprognosen, Rezepte zur Ermöglichung einer Empfängnis, Empfängnisverhütung oder Hinweise auf die Behandlung hysterischer Krankheiten. Daneben enthält der Papyrus Priester-Listen, Tempelinventare, verschiedene Auflistungen, wenige literarische Texte darunter exemplarisch den Hymnus an König Sesostris III. und auf einer Rückseite eine kleine Abrechnung aus der Zeit Amenemhets III.

## Veterinär-Papyrus Kahun LV.2

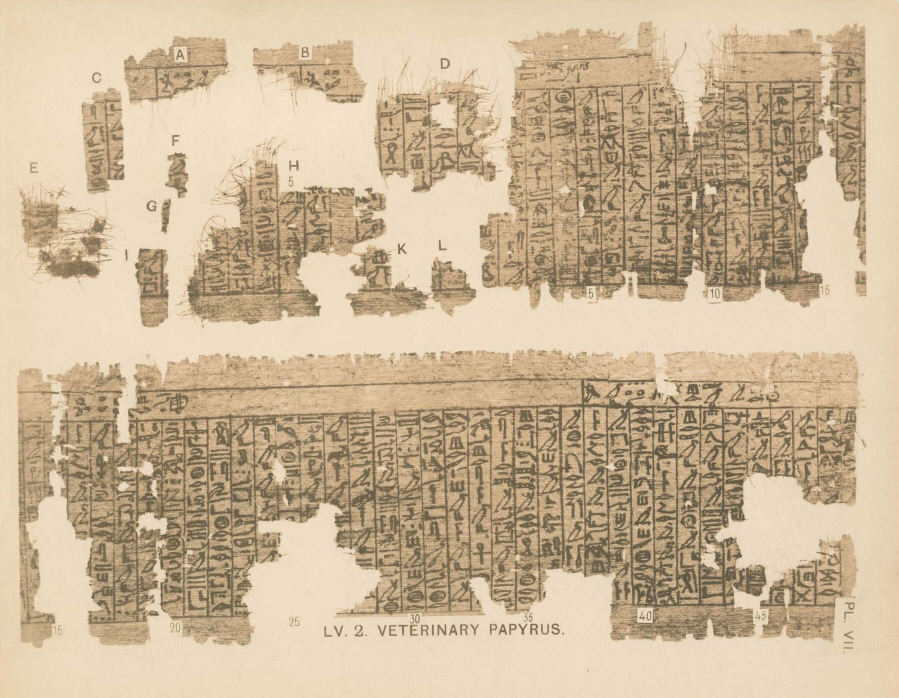
Der veterinärmedizinische Papyrus Kahun LV. 2

Dieser Papyrus, auch Veterinärmedizinischer Papyrus von Kahun genannt, wird um etwa 1800 v. Chr. (Mittleres Reich) datiert. Im Gegensatz zu fast allen anderen Papyri ist dieser Text nicht in Zeilen, sondern in Kolumnen geschrieben, aber nur noch in Bruchstücken vorhanden und beinhaltet Reste eines Buches über Tierkrankheiten, welche bislang noch nicht vollständig übersetzt werden konnten. Dennoch ist eine exakte Gliederung in mehrere Untersuchungsgänge erkennbar, welche dem medizinischen Grundkonzept von Kurzdiagnose, Symptombeschreibung und Therapieanweisung entsprechen. Am besten sind die Textabschnitte über Rinderkrankheiten erhalten, in denen unter anderem die erste erhaltene Beschreibung der Rinderpest enthalten ist. Außerdem werden als Patienten auch Fisch, Gans und Hund genannt.

### Bedeutung
Dieser Papyrus ist mit seinem tiermedizinischen Inhalt das erste und damit älteste bekannte veterinärmedizinische Literaturdokument der Menschheit. Nach Driesch (1989) zeugt dieses bedeutende Fundstück auch von einem hohen Entwicklungsstand der altägyptischen Tierheilkunde.

### Weitere Fragmente
Neben diesen beiden großen Fragmenten gibt es noch einige kleinere Papyrusfragmente aus Lahun, die wohl auch zu medizinischen Papyri gehörten. Sie sind jedoch so verstümmelt, dass nur wenig zu ihnen gesagt werden kann.